# Architektura przedromańska
Architektura przedromańska, mimo wielu cech wspólnych, wykazuje także pewne różnice wynikające z nieco odmiennych tradycji tworzących ją plemion barbarzyńskich osiedlających się w różnych prowincjach dawnego Imperium. Poprzedziła czasy narodzin architektury romańskiej związane z powstawaniem samodzielnych państw chrześcijańskich w Europie.

## Architektura przedromańska Italii i Galii
Na terenie Italii i Galii osiedlili się Ostrogoci (Italia – najważniejszym miastem była Rawenna), Longobardowie (północna Lombardia) i Frankowie, twórcy sztuki merowińskiej (na terenie Galii).

### Architektura ostrogocka i longobardzka
Królowie Gotów preferowali na swoje siedziby miejsca ułatwiające obronę. Często były to wzgórza lub żyzne doliny. Siedzibę władcy otaczały liczne zabudowania gospodarcze a umacniały je palisady. Wykorzystywano także istniejące już, wcześniejsze, rzymskie budowle oraz naśladowano dzieła cesarzy rzymskich i współcześnie panujących w Bizancjum. Do budowy nowych obiektów wykorzystywano elementy pochodzące ze starszych budowli. Przy wznoszeniu nowych wzorowano się na motywach zdobniczych pochodzących z czasów antycznych oraz wprowadzano własne dekoracje, wzorowane zwłaszcza na osiągnięciach sztuki złotniczej. W budownictwie sakralnym zachowano wypracowany wcześniej układ bazyliki oraz budowli centralnej dla baptysterium i martyrium. Architektura Ostrogotów i Longbardów dość szybko uległa silnym wpływom bizantyjskim.
Wśród świeckich budowli wzniesionych przez Ostrogotów zachowało się jedynie Mauzoleum Teodoryka w Rawennie. Wygląd pałacu zbudowanego przez Teodoryka uwieczniony jest w mozaice zdobiącej kościół Sant’Apollinare Nuovo w Rawennie.
Do ulubionych dekoracji longobardzkich należy płaska plecionka złożona z ornamentów roślinnych. Zaczerpnięte z wzorów antycznych fryzy z postaciami ludzi i zwierząt przedstawiane są płasko, w mocno stylizowanej i zgeometryzowanej formie. Zewnętrzne ściany dzielono zazwyczaj na mniejsze pola lizenami i arkadkami (układ lombardzki).
Najcenniejsze przykłady architektury longobardzkiej zachowały się w Cividale del Friuli w północno-wschodnich Włoszech:
- baldachim nad basenem chrzcielnym w katedrze z ok. 740 r. ozdobiony płaskim ornamentem złożonym z postaci zwierząt i ludzi uzupełnionym fryzem z plecionki;
- dekoracja tempietto (oratorium) Santa Maria della Valle (druga połowa VIII wieku) złożona z płaskorzeźby przedstawiającej procesję niewiast. Poniżej fryzu, łuk nad portalem wejścia zdobi płaskorzeźba złożona z owoców i liści winorośli.

### Architektura merowińska

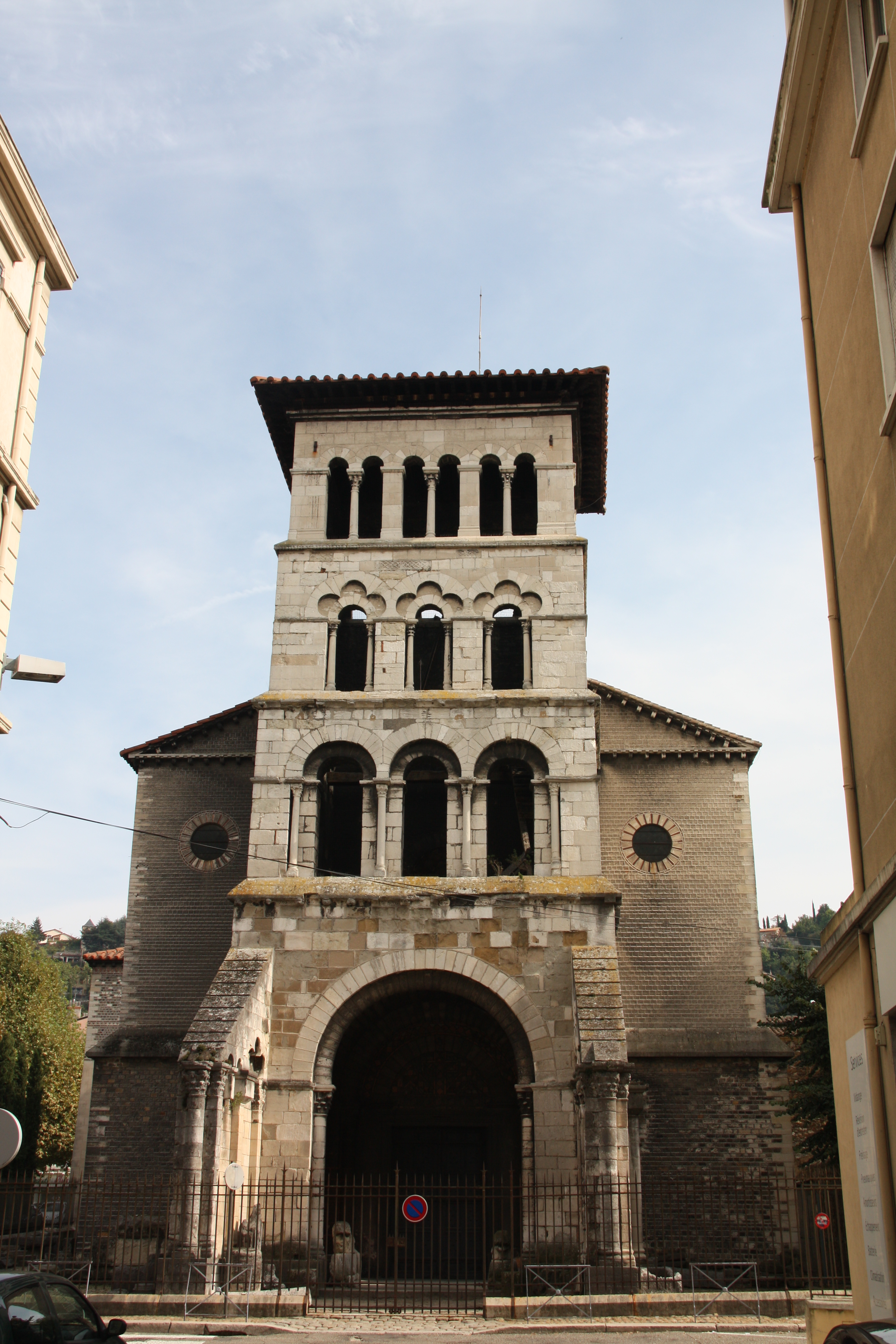
Kościół św. Piotra w Vienne

Germanie posiadali umiejętności pozwalające jedynie na budowę konstrukcji drewnianych, przez co prawdopodobnie ich budowle przypominały skandynawskie kościoły klepkowe.
Bazyliki w czasach Chlodwiga budowano według wzorów wczesnochrześcijańskich. Do przykładów takich kościołów należą Katedra Wniebowzięcia Najświętszej Marii Panny w Clermont-Ferrand (pierwsza katedra z V wieku), Bazylika św. Remigiusza w Reims. Jedynym lepiej zachowanym kościołem jest trójnawowa bazylika kolumnowa – Kościół św. Piotra w Vienne (fr. Église Saint-Pierre de Vienne) z końca V lub z VI wieku.

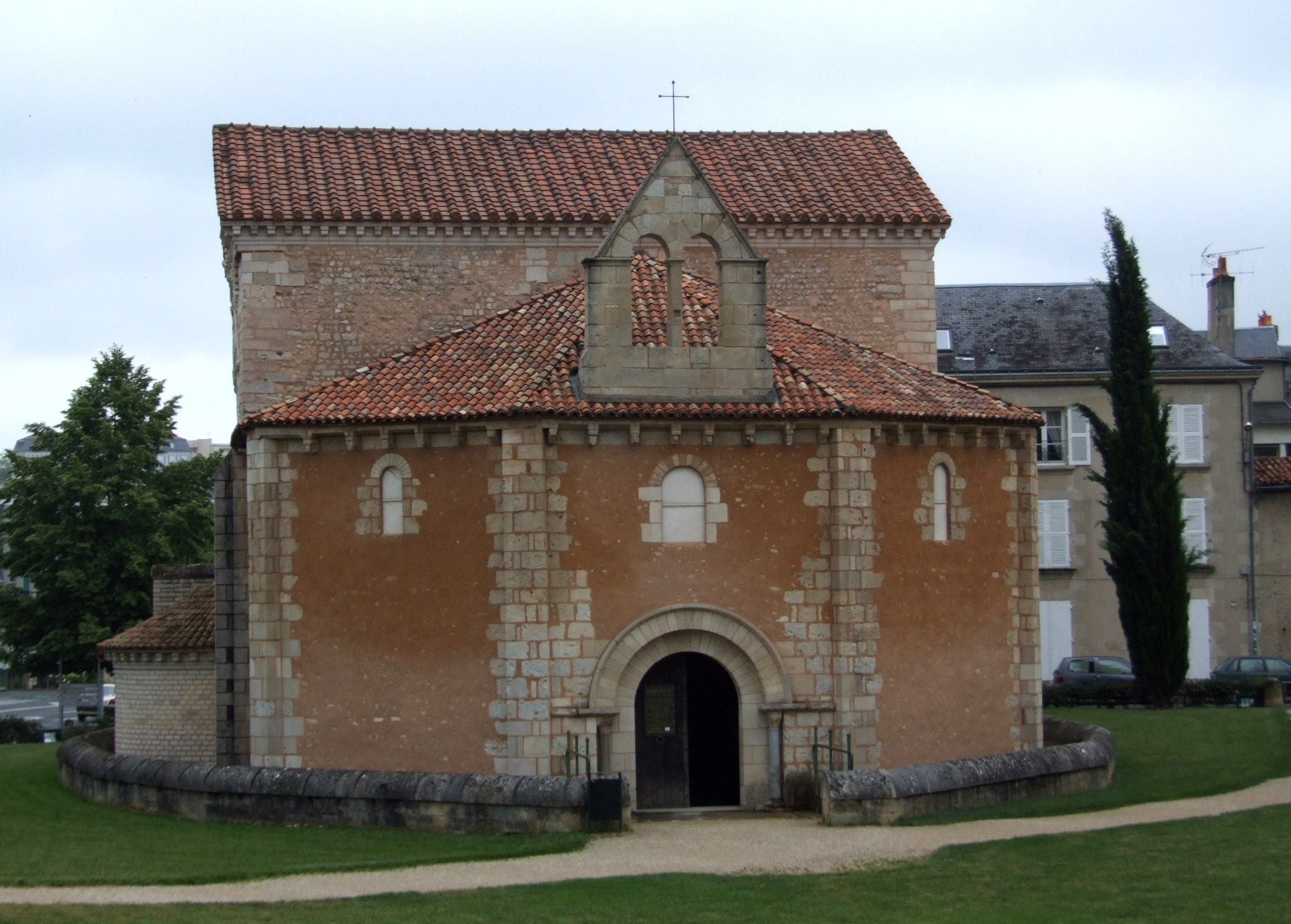
Baptysterium Saint Jean w Poitiers

Najlepiej zachowanym zabytkiem merowińskim jest Baptysterium Saint Jean w Poitiers z początku V wieku. W jednym z dwóch prostokątnych pomieszczeń znajdował się basen chrzcielny. Przebudowane w VII wieku, otrzymało dwa boczne pomieszczenia zastąpione w okresie romańskim apsydami. Większość elewacji zachowała się z pierwszej, merowińskiej budowli. Górną jej część zdobią płaskie pilastry, co wskazuje na wpływy architektury rzymskiej. Przyścienne kolumny we wnętrzu baptysterium pochodzą ze starszych, rzymskich budowli. Głowice wykonane w czasach późniejszych, wzorowane są na porządku korynckim). Inne budowle centralne występowały nielicznie.
W architekturze merowińskiej występują jednocześnie dekoracje naśladujące detale architektury antycznej i w budownictwie drewnianym. Do cech charakterystycznych tej architektury należą:
- trójnawowa bazylika kolumnowa bez transeptu,
- półkolista apsyda środkowa,
- ślepe arkady we wnętrzach,
- empory.

## Architektura przedromańska Hiszpanii

### Architektura wizygocka
Na początku V wieku Wizygoci utworzyli własne państwo na terenie dzisiejszej Hiszpanii. Pozostawione przez nich budowle charakteryzuje bogate zdobnictwo o różnej stylistyce. Widoczne są dekoracje rzeźbiarskie złożone z wici roślinnych i ornamentów geometrycznych i zwierzęcych. Niektóre detale przypominają wzornictwo wczesnochrześcijańskie Wschodu i koptyjskie. Spotykane są także wyobrażenia ptaków wykazujące związki z dekoracjami bizantyjskimi i sasanidzkimi. Wśród motywów geometrycznych najbardziej popularne są kompozycje z rozetami i gwiazdami. Styl wykonania płaskich reliefów pokrywających fryzy i kapitele jest wspólny z tzw. stylem longobardzkim. Istotną cechą charakterystyczną dla architektury wizygockiej, nie występującą w sztuce przedromańskiej innych plemion germańskich jest zastosowanie podkowiastych łuków. Łuki o tym kształcie występowały na terenie Hiszpanii jeszcze przed opanowaniem tych ziem przez ludy arabskie.
Najstarszy wizygocki zabytek to kościół San Juan Bautista w Baños de Cerrato, ufundowany przez króla Reccesswinta w 661 r. Niewielki kościółek na planie bazyliki poprzedza prostokątna kruchta. Do transeptu, oprócz prezbiterium przylegały na zakończeniach nawy jeszcze dwa niezachowane, prostokątne pomieszczenia, służące jako kaplice lub pastoforia. Na zewnątrz kościoła zbudowano równolegle do ścian bocznych kolumnadę łączącą się z ramionami nawy poprzecznej i skręcającą w kierunku kruchty. Kolumnada i potrójny plan prezbiterium wskazuje na wpływy Wschodu na architekturę wizygocką. Nawy rozdzielają wewnętrzne kolumny z głowicami wzorowanymi na porządku korynckim z uproszczeniami stylizacyjnymi występującymi także na terenie Galii. Łączą je arkady o podkowiastych łukach. Taki sam kształt nadano łukowi sklepień kolebkowych nad prezbiterium oraz w portalu wejściowym.
Innym ciekawe zabytki to:

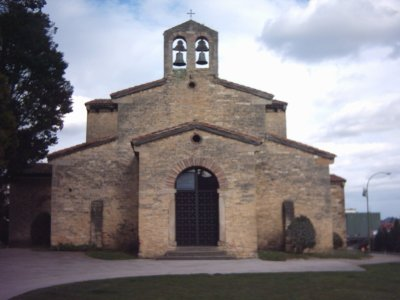
Kościół w Santullano w Asturii

- kościół San Pedro de la Nave koło Zamory (przeniesiony do El Campillo podczas budowy zalewu) – zbudowany około 680 – 711 na planie trójnawowej bazyliki z mocno rozbudowaną częścią prezbiterialną, którą tworzą trzy prostokątne pomieszczenia przylegające do transeptu na szerokości trzech naw. Prezbiterium zakończone jest absydą na planie kwadratu. Najciekawszym elementem jest płaskorzeźba zdobiąca kapitele kolumn dostawionych do filarów na skrzyżowaniu nawy głównej i transeptu. Przedstawiono na niej sceny Starego Testamentu – Ofiara Abrahama i Daniel w lwiej jamie (jest to nawiązanie do sztuki wczesnochrześcijańskiej). Na trzech innych głowicach wyrzeźbiono ptaki zjadające winogrono. Głowice ukształtowano w formie ściętych ostrosłupów rozszerzających się ku górze. Nad każdą z nich umieszczono poziomą płytkę impost ozdobiony ornamentem złożonym z wici roślinnej. W splotach wyrzeźbiono niewielkie sylwetki ptaków i innych zwierząt. Płaski, linearny relief świadczy o rozpowszechnieniu się sztuki longobardzkiej, sylwetki ptaków przypominają wzory znane ze sztuki bizantyjskiej.
- kościół Santa Maria w Quintanilla, którego budowa została rozpoczęta w VII wieku i niedokończona (Półwysep Pirenejski został opanowany przez Arabów) – na uwagę zasługują wbudowane w ściany zewnętrzne rzeźbione ciosy kamienne ułożone w poziome fryzy. Koliste pola tworzy plecionka uformowana z linii przypominających sznur (sznurowa plecionka). Wewnątrz pól wyrzeźbiono rozety oraz wizerunki zwierząt i monogramy. Oprócz ptaków ukazano także skrzydlate zwierzęta przypominające fantazyjne stwory występujące w sztuce sasanidzkiej Persji. Podobne fryzy umieszczono wewnątrz na archiwolcie i impostach łuku tęczowego oddzielającego transept od prezbiterium (ukończono tylko te dwie części kościoła).

### Architektura asturyjska
Po zajęciu królestwa Wizygotów przez muzułmanów część ludności przeniosła się w okolice Asturii. W nowym państwie kontynuowano tradycje wizygockie tworząc lokalną sztukę asturyjską. Cechą charakterystyczną budowli asturyjskich jest stosowanie sklepień kolebkowych, często opartych na gurtach, do przykrycia całych budowli, podparcie budowli przyporami, odejście od łuków podkowiastych i zastosowanie łuków podwyższonych, zastosowanie przeźroczy w przegrodzie oddzielającej chór od nawy, płaskie dekoracje rzeźbiarskie o wzorach występujących w architekturze wizygockiej. Często spotykanym elementem dekoracyjnym są bogate malowidła ścienne.
Pod koniec VIII wieku powstawały budowle w okolicach Oviedo a od końca X wieku, po przeniesieniu stolicy, koło León. Najlepiej zachowały się budowle wzniesione na zboczu góry Naranco – kościół Santa María del Naranco oraz kaplica pałacowa króla Ramiro I pw. św. Michała Archanioła (San Miguel de Lillo). Pierwszy z obiektów początkowo pełnił rolę sali królewskiej – aula regia. Była to dwukondygnacyjna budowla na planie wydłużonego prostokąta. Dolna część podzielona była na trzy części. Część środkowa mieściła pomieszczenia straży przybocznej i świty królewskiej, boczne przeznaczone były na królewską kaplicę i łaźnię. Na piętrze mieściła się aula. Po jej bokach zbudowano dwie arkadowe loggie, przez które docierało słońce oświetlające wnętrze auli (tzw. solaria). Łuki arkad nie mają podkowiastego kształtu lecz zostały nieco podwyższone, co sprawia wrażenie większej smukłości całego obiektu. Aula przekryta była sklepieniem kolebkowym. Trzony kolumn pokrywają rzeźbione ornamenty przypominające spiralnie skręcone liny. Głowice wzorowane są na porządku korynckim. Łuki archiwolt arkad, fryzy i lizeny podkreślone są żłobieniami. Na ścianach, powyżej kolumn podtrzymujących arkady umieszczono medaliony ozdobione roślinnymi dekoracjami. Budynek został przebudowany i służył jako kościół. Pierwotny wygląd przywrócono na początku XX wieku.
Kaplica pałacowa św. Michała zamieniona na kościół San Miguel de Lillo to niewielki budynek podzielony wewnątrz na wąskie nawy. Dla podparcia sklepień przekrywających wnętrze zastosowano zewnętrzne przypory. Budowla, przebudowana w XVIII wieku swoim kształtem przypomina kościoły bizantyjskie.
Kościół Santa Cristina de Lena niedaleko Oviedo zbudowany został na początku X wieku. Przekryty został sklepieniem kolebkowym opartym na gurtach. Chór od pozostałej części kościoła oddziela kamienna, arkadowa przegroda. W ścianie powyżej łuków umieszczono kamienne ażurowe płyty – przeźrocza. Trzony kolumn ozdobione są, podobnie jak w kościele Santa Maria de Naranco, płaskorzeźbą przypominającą liny.

### Architektura mozarabska
Na terenach zajętych przez ludność muzułmańską pozostali chrześcijanie byli nazywani mozarabami. Władcy arabscy pozwalali w początkowym okresie na zachowanie praktyk religijnych. Budowle wzniesione przez chrześcijan na tych terenach określane są mianem architektury mozarabskiej. Cechuje je kontynuacja tradycji wizygockiej z zachowaniem łuków podkowiastych. Łuk sklepień budowanych nad apsydami i czasem transeptami ma także przekrój łuku podkowiastego. Z tą różnicą, że jest on smuklejszy od występujących we wcześniejszych łukach wizygockich. Łuk podkowiasty został dodatkowo zastosowany także w planie absyd od strony wnętrza upodabniając je do nisz modlitewnych (mihrabów) występujących w meczetach. Kościoły mozarabskie są najczęściej białe o trzech nawach pokrytych wspólną drewnianą więźbą. Nawy oddziela od siebie kolumnada połączona arkadami. W mniejszych, jednonawowych kościołach stosowano sklepienia kolebkowe. Dekoracja ich jest mocno uproszczona i sprowadza się do zgeometryzowanych kapiteli wzorowanych na porządku korynckim. Pod wpływem architektury mozarabskiej ukształtował się występujący 300 lat później styl zwany mudejar. Jego twórcami byli przede wszystkim Arabowie, którzy pozostali na ziemiach należących w tym okresie już do chrześcijan.
Do zachowanych budowli mozarabskich należą:
- kościół San Miguel de Escalada z IX wieku – jest to trzynawowa bazylika bez transeptu, przykryta więźbą dachową. Każda z naw kończy się absydą o podkowiastym planie od wewnątrz, z zewnątrz połączone są w jedną bryłę o planie obrysie prostokąta. Chór od wnętrza kościoła oddziela poprzeczna przegroda. Nawy oddzielają od siebie dwa rzędy kolumn połączonych arkadami o podkowiastych łukach. Mocno uproszczone korynckie kapitele są jedyną dekoracją rzeźbiarską wnętrza. Z zewnątrz, w 1050 r. dobudowano arkadowy portyk wzdłuż nawy bocznej. Na połączeniu łuków umieszczono delikatne, wypukłe linie zamykające się w trójkątne pola.
- bazylika w San Cebrián de Mazote to budowla pochodząca z X wieku. Wnętrze podzielone jest na nawy dwoma rzędami arkad o podkowiastych łukach, przekrywa je dwuspadowy, drewniany dach. Nawa poprzeczna przylega do naw podłużnych tylko na ich szerokości. Ramiona kończą płytkie, przesklepione absydy. Na przedłużeniu nawy środkowej dobudowano absydę o wewnętrznym planie łuku podkowiastego a na przedłużeniu naw bocznych absydy na planie kwadratu. Bazylikę poprzedza dobudowane wejście o wewnętrznym planie łuku podkowiastego.

## Architektura przedromańska Irlandii, Wielkiej Brytanii i państw skandynawskich

### Irlandia i Wielka Brytania
Irlandia nigdy nie dostała się pod panowanie Rzymian. Do czasów chrystianizacji, rozpoczętej wraz z przybyciem św. Patryka w 432 r. na wyspie rozwijała się sztuka celtycka. Przyjęcie nowej wiary wiązało się z zakładaniem licznych klasztorów, które stały się ośrodkami życia kulturalnego. Mnisi irlandzcy dość szybko rozpoczęli działalność misyjną na terenie Szkocji (563) a później Anglii, w której pod koniec VI wieku działali także misjonarze przysłani przez Grzegorza I.
Drewniane klasztory iryjskie założone przez mnichów zostały zniszczone podczas najazdów wikingów w VIII i IX wieku. Pozostały po nich wysokie, kamienne wieże budowane na planie koła, czasem lekko zwężające się ku górze. Wieże pełniły rolę dzwonnic oraz służyły jako miejsce schronienia podczas ataku najeźdźców. Wokół wież pozostały wysokie kamienne krzyże (nawet ponad 3,0 m) pokryte płaskorzeźbionymi ornamentami w formie plecionki i rzeźby figuralnej. Pionowe ramię często dzielone jest na pola, w których ukazane są sceny biblijne. Przecinające się ramiona krzyża połączone są wykonanym także w kamieniu ażurowym kręgiem. Do najbardziej znanych należą krzyże z Clonmacnoise (Irlandia) oraz krzyże z Bewcastle i Ruthwell w Northumbrii (Anglia).

### Skandynawia

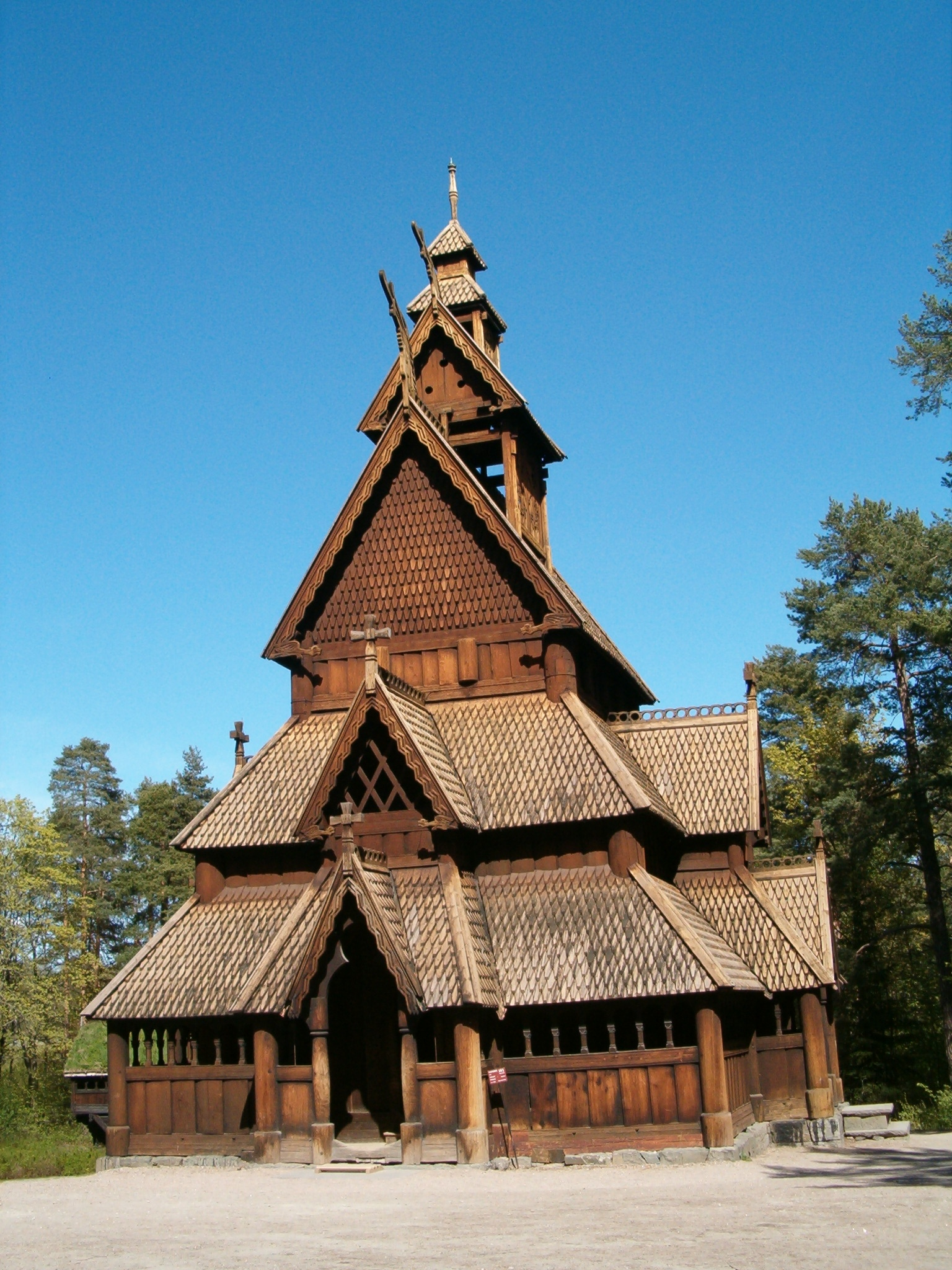
Gol stavkirke

Do tradycji przedromańskich zalicza się drewniane kościoły klepkowe (stavkirke) budowane w połowie XII wieku o konstrukcji zwanej słupową lub masztową. Początkowo opierano je wokół wbijanego w ziemię pala, później pale opierano na podwalinach. Układ wnętrza przypomina kościoły bazylikowe, jednak nawy boczne poprowadzone są dookoła nawy głównej tworząc wąski ambit. Budowlę przykrywa stromy, wielopoziomowy dach kryty gontami. Kalenice kończą rzeźby np. smoków. Do kościołów dodawano także niskie podcienie służące, podobnie jak soboty, jako schronienie dla przybywających na msze wiernym. Dekoracja rzeźbiarska oparta została na motywach plecionki. Przykładem takich budowli są zachowane w Borgung, Urnes kościoły z połowy XII wieku. Na terenie Polski, w Karpaczu znajduje się zbudowany w tym stylu kościółek z drugiej połowy XII wieku. Zbudowany został w miejscowości Vang (południowa Norwegia). Na Śląsk przeniesiono go w XIX wieku (otwarty w 1844).

## Architektura karolińska
Związana jest z dworem Karola Wielkiego i podjętą przez niego próbą odbudowy imperium rzymskiego. Rozwijała się w okresie od drugiej połowy VIII do XI wieku. Zgromadzone wokół dworu międzynarodowe środowisko artystów i uczonych tworzyło sztukę nawiązującą do tradycji świata antycznego, osiągnięć wczesnochrześcijańskich oraz dokonań plemion germańskich i iryjskich. Najważniejszym i najbardziej znanym zabytkiem jest pałac królewski w Akwizgranie. W skład zespołu pałacowego wchodziła świątynia wzorowana na kościele San Vitale w Rawennie. Była to budowla na planie ośmioboku przekryta kopułą opartą na ośmiu kolumnach. W poziomie parteru wykonano obejście wokół nawy środkowej, nad którym empory otwarte do wnętrza kościoła przeznaczone były dla dworu królewskiego. Na wprost ołtarza, w loży królewskiej zachował się marmurowy tron powszechnie uważany jako tron Karola Wielkiego, jednak postawiony on został dopiero w X wieku i należał do Ottona I. Władca zasiadał na nim podczas odprawianych w poziomie parteru mszy. Do wystroju kaplicy użyto za zgodą papieża Hadriana I marmury z pałacu w Rawennie, a sklepienia pokryto mozaikami. Kaplica w Akwizgranie została zbudowana w latach 786 – 800 przez architekta Oda z Metzu, należy do najlepiej zachowanych zabytków architektury karolińskiej. Od kaplicy poprzez atrium poprowadzono długi, drewniany portyk do dwukondygnacyjnego budynku aula regia, w którym mieściły się sale audiencyjne, i prywatne apartamenty cesarza.
Na polecenie przebywającego na dworze Karola Wielkiego biskupa wizygockiego Teodulfa zbudowane zostało ok. 806 r. oratorium w Germigny-des-Prés. Wzniesiono je na planie krzyża greckiego wpisanego w kwadrat. Całe wnętrze podzielone jest arkadami o podkowiastych łukach na dziewięć kwadratowych pól. Ramiona naw środkowych zakończone zostały apsydami zachowującymi plan podkowiastego łuku z architektury wizygockiej. Sklepienia części prezbiterialnej ozdobione były mozaikami, z których zachowała się scena na sklepieniu głównej apsydy (najprawdopodobniej apsyda w części wschodniej sąsiadowała z dwiema bocznymi) z Arką Przymierza.
W opactwie Centuli (w miejscowości Saint-Requier) ok. 790 r. rozpoczęto budowę kościoła opartego na planie krzyża łacińskiego z drugą nawą poprzeczną w części zachodniej. Transept i masyw zachodni w środkowych częściach zwieńczono wysokimi wieżami przyjętymi z tradycji budowli germańskich. Do ramion naw poprzecznych dostawiono okrągłe wieże ze schodami. Utworzony w ten sposób w części zachodniej tzw. westwerk został powtórzony w okresie późnokarolińskim przy budowie kościoła w opactwie Corvey nad Wezerą.
Cennym zabytkiem architektury sakralnej epoki karolińskiej jest plan klasztoru w Sankt Gallen (obecnie na terenie Szwajcarii) założonego przez iryjskich mnichów w 612 r. Pokazano na nim rozmieszczenia poszczególnych budowli wraz z opisem ich funkcji.

## Literatura
- Sztuka Świata – t. 3, Praca zbiorowa, Wydawnictwo Arkady, 1999 r.
- Historia architektury dla wszystkich – Tadeusz Broniewski, Wydawnictwo Ossolineum, 1990 r.
- David Watkin, Historia architektury zachodniej, Wydawnictwo Arkady 2006 r. ISBN 83-213-4178-0